# Stine Lise Hattestad
Stine Lise Hattestad   (Oslo, 30 d'abril de 1966) és una esquiadora noruega, ja retirada, especialista en acroesquí.
Va participar en els Jocs Olímpics d'Hivern de 1992 realitzats a Albertville (França), on aconseguí guanyar la medalla de bronze en l'especialitat de bamps dins de les proves d'esquí acrobàtic. En els Jocs Olímpics d'Hivern de 1994 realitzats a Lillehammer (Noruega) aconseguí guanyar la medalla d'or en aquesta mateixa prova.
Al llarg de la seva carrera ha guanyat una medalla en el Campionat del Món d'esquí acrobàtic, la medalla d'or l'any 1993. També guanyà la Copa del Món de l'especialitat en les edicions de 1988 i 1993.